# Martín Cirio
Gustavo Mariano Martín Frattini, más conocido como Martín Cirio (Buenos Aires, 13 de junio de 1984), es un youtuber, streamer, docente de inglés, autor y cantante argentino. Cirio es su apellido materno.
Entre 2016 y 2018 se hizo conocido popularmente por su personaje La Faraona en las redes sociales y en Youtube, convirtiéndose en uno de los personajes más populares del humor digital argentino. Llegó a más de un millón de suscriptores en Youtube y realizó espectáculos de humor con los que recorrió Argentina, Chile, Uruguay y Paraguay, entre otros países, donde sus shows suelen agotar entradas. Luego de una controversia ocurrida en el año 2020 donde terminó procesado por «apología a la pedofilia», pasó por una etapa de caída en su popularidad, lo que lo llevó a dejar su personaje de La Faraona y, tras un tiempo de estar alejado de las redes, regresó con contenido humorístico, entrevistas, reacciones y videos sobre su vida personal. Recuperó su popularidad y seguidores, fue absuelto por la Justicia en 2023 y, según indica, fue víctima de la «cancelación».

## Biografía
Nació en Buenos Aires y vivió en el barrio de Parque Patricios durante su infancia y adolescencia, junto a sus padres y su hermano mayor. Su hogar era de clase media acomodada, con vacaciones en la costa argentina durante los meses de verano y acceso a otros bienes, con holgura económica. Sin embargo durante la década de 1990 el padre de Martín perdió su trabajo y luego entró en alcoholismo y depresión. Esto hizo que tuvieran una crisis económica y familiar que fue traumática para Martín Cirio. Asimismo, la muerte a su padre también lo marcó.  Uno de sus anhelos en la juventud era ser cantante, por lo que se presentó a la convocatoria del programa televisivo Popstars en la que no fue seleccionado. La cantante Geri Halliwell fue una gran influencia en su vocación musical.
Luego de terminar el secundario, a la par que probaba distintos trabajos empezó varias carreras, entre ellas diseño gráfico. Posteriormente estudió profesorado en inglés, carrera en la que se recibió. Dio clases de este idioma en Argentina en distintas empresas y también en Egipto, país en el que vivió dos años. Mientras estaba radicado allí, creó un blog llamado Maravillosa Tupiza, principalmente de viajes, pero también contaba historias personales acerca de sus relaciones y su vida, que cosechó una modesta suma de seguidores. En ese momento creó el personaje La Faraona, con el que se hizo conocido en las redes sociales y en Youtube, donde tiene más de un millón de suscriptores. Su canal secundario, "Martina tu bella amiga", tiene más de setecientos mil suscriptores.
En ambos canales publica humor para adultos, contenido LGBT y videos controversiales. Realizó distintos segmentos, como Carolos en el bar, El consultorio de La Faraona, Un novio para La Faraona, Los viajes de La Faraona o Martina tu celestina, también hace reacciones a programas de televisión, videos y noticias, y entrevista a personalidades o cuenta parte de su vida privada.
En 2017 escribió el libro El diario de Sandy, una novela sobre una mujer trans que busca la fama en Estados Unidos, el cual fue reeditado en 2019. Ese mismo año realizó un programa emitido por internet llamado Carolos en el bar, en el que se conversaba de temas de actualidad, sentimentales y sexuales. En él había panelistas permanentes e invitados distintos cada programa. Se mezclaban personajes conocidos de la televisión y redes sociales. A fines del 2019 lanza su carrera musical con el videoclip de la canción «Enema». Ese mismo año lanza «Roast yourself» y «Mate alert». En 2020 estrena su tema «Dame dame dame». También en el año 2020 realizó un show de humor por streaming llamado Hashtag en vivo, junto a la periodista Yanina Latorre, al humorista Lucas Spadafora y los influencers Lola Latorre, Lizardo Ponce y Santiago Maratea. El show recibió críticas mayormente negativas.
Ese mismo año viaja a Estambul, Turquía, luego de la polémica desatada en Twitter que terminó con el proceso judicial por «apología de la pedofilia». A la par que este proceso continuaba, en el año 2021 volvió a realizar contenido en redes, principalmente en Youtube, y luego transmisiones en la plataforma de streaming Twitch, donde fue recuperando público y popularidad. También lanzó los temas «Si estás triste», «Spider» y «El tipo de You». En 2022 fue invitado a una charla en el marco de la Conferencia Asiática del Proyecto Harvard para las Relaciones Asiáticas e Internacionales, que se realizó en Nueva Delhi. En el 2023 publicó un libro llamado "Pasaron muchas cosas... ninguna de ellas buena" y un documental en su canal de Youtube, en ambos relata lo ocurrido luego de la denuncia penal y el posterior proceso judicial, en el que fue declarado inocente.
El 5 de octubre del 2024 presentó un show en el Teatro Vorterix llamado "La velada de Martina", que incluyó una entrevista en vivo con Mario Pergolini y un monólogo. También realizó varios eventos con gran asistencia de público denominados "Tortufest", en formato de fiesta con alguna intervención musical o artística, proyecto que se realizó tanto en Argentina como en Uruguay. En el año 2024 realizó un evento similar llamado "Mis dulces 40", que también se hizo en Argentina y Uruguay, en el cual la temática era fiesta de quince años.
En el año 2025 logró alcanzar nuevamente el millón de suscriptores en Youtube. Publica videos en dicha plataforma casi todos los días, tanto en su canal principal como secundario, donde realiza contenidos de reacción a temas de actualidad en formato de noticiero (Faranews), entrevistas a figuras de la televisión o las redes, reacciones a anécdotas de sus seguidores (generalmente en compañía de Agostina Di Stefano, una de sus mejores amigas), y otros contenidos de índole personal, como anécdotas propias o experiencias de vida.
El 1 de agosto del 2025 anunció la realización de un show llamado La noche de Martina que contará con dos fechas, el 9 y el 11 de noviembre, en el estadio Movistar Arena, producido por la empresa y canal de streaming OLGA.

## Controversias
Cirio ha mantenido diferentes controversias legales con algunas personalidades. En mayo de 2019, fue a una mediación con Morena Rial, que terminó en un arreglo amistoso y pedido de disculpas. También tuvo cruces con otros famosos y mediáticos, como la bailarina Laura Fidalgo, la cocinera Maru Botana y el actor Mariano Martínez.
En diciembre de 2019 fue demandado por su expareja, quien además pidió por orden judicial remover las publicaciones en las que hubiera alusión a su persona.
El 14 de octubre de 2020, luego de una discusión en Twitter que mantuvo con el cantante argentino El Dipy, se viralizaron una serie de tuits y publicaciones antiguas que muchos consideraron fuera de lugar, debido al humor y los comentarios que allí se hacían. Esto motivó dos denuncias penales y la apertura de una causa judicial por «apología de la pedofilia». El 18 de noviembre de 2020 la justicia argentina decidió allanar la vivienda de su madre por la causa de apología del delito. Se le incautaron varios dispositivos electrónicos, celulares y CD.
Cirio publicó un video de disculpas en su canal de YouTube, en el que reconoció el daño que podrían haber causado esos comentarios, pidió disculpas a quienes se sintieron ofendidos y aseguró haber cambiado su visión del humor. Sin embargo, a raíz del escándalo, perdió contratos con marcas, fue suspendido en redes sociales y recibió amenazas y ataques personales. Como consecuencia, decidió retirarse temporalmente de la exposición pública. En mayo del 2023 fue absuelto por la Justicia, y relató todo lo ocurrido en un documental que se puede ver en Youtube. Luego de esto, Cirio ha realizado críticas a varias figuras públicas, muchas de ellas consideradas por él allegadas o incluso amistades, quienes le habrían «soltado la mano» (es decir, desentenderse o cortar lazos con alguien en crisis), entre ellas Lizardo Ponce, Nazarena Vélez y Eugenia La China Suárez. Con esta última ha tenido fuertes cruces en las redes sociales y es objeto habitual de comentarios en sus contenidos de Youtube.

## Libros
- 2017 - El diario de Sandy
- 2023 - Pasaron muchas cosas... Ninguna de ellas buena

## Sencillos
- 2018 - Mi feto will go on (como La Faraona)
- 2019 - Enema (como La Faraona)
- 2019 - Roast yourself (como La Faraona)
- 2019 - Mate alert (como La Faraona)
- 2020 - Dame, dame, dame (como La Faraona)
- 2021 - Si estás triste (como Martín Cirio)
- 2021 - Spider (como Martín Cirio)
- 2021 - El tipo de You (como Martín Cirio)
- 2021 - Gaslighter (como Martín Cirio)
- 2022 - Mi padre muerto apareció  (como Martín Cirio)
- 2023 - Fingís demencia (como Martín Cirio)
- 2023 - Tornado (como Martín Cirio)
- 2023 - Nadie me cree (como Martín Cirio)
- 2023 - Red flags (como Martín Cirio)
- 2024 - Mis dulces 40 (como Samantha, junto a Agostina Di Stefano)
- 2024 - Floto en el aire (como Martín Cirio)
- 2024 - Rata falopera (como Martín Cirio)
- 2024 - Olor a meo (como Martín Cirio)
- 2024 - Sos así (como Martín Cirio)
- 2024 - Terapia time (como Martín Cirio)
- 2024 - Llueve sin parar (como Martín Cirio)